# TvN의 텔레비전 프로그램 목록

다음은 tvN에서 방송된 텔레비전 프로그램을 방송된 시간 순서로 나열한 목록이다.
- 표기 방식
  - 장르 프로그램 제목 (방송 기간)

- 장르 구분

| S  | 보도 · 시사        |
| I  | 교양               |
| DO | 다큐멘터리         |
| V  | 연예 · 오락 · 예능 |
| M  | 음악               |
| Q  | 퀴즈               |
| DR | 국내 드라마        |
| F  | 외화 드라마        |
| AN | 만화 · 애니메이션  |

## ㄱ
- DR 《가석방심사관 이한신》  HD (2024년 11월 18일 ~ 2024년 12월 24일)
- V 《가이드》  HD (2015년 7월 23일 ~ 2015년 8월 13일)
- DR 《가족의 비밀》  HD (2014년 10월 27일 ~ 2015년 4월 30일)
- V 《가족의 재탄생》 HD (2020년 11월 18일 ~ 2021년 1월 20일)
- V 《가짜를 찾아라! 눈썰미》  HD (2013년 2월 20일 ~ 4월 3일)
- DR 《간 떨어지는 동거》  HD (2021년 5월 26일 ~ 2021년 7월 15일)
- V 《갈릴레오: 깨어난 우주》  HD (2018년 7월 15일 ~ 2018년 9월 9일)
- DR 《감자별 2013QR3》  HD (2013년 9월 23일 ~ 2014년 5월 15일)
- DR 《감자연구소》  HD (2025년 3월 1일 ~ 2025년 4월 6일)
- DR 《감사합니다》  HD (2024년 7월 6일 ~ 2024년 8월 11일)
- DR 《갑동이》  HD (2014년 4월 11일 ~ 2014년 6월 21일)
- VI 《강용석의 고소한 19》  HD (2012년 10월 19일 ~ 2015년 8월 12일)
- V 《강용석의 막돼먹은 19》  HD (2013년 7월 18일)
- V 《강식당》  HD (2017년 12월 5일 ~ 2019년 8월2일)
- V 《개똥이네 철학관》  HD (2019년 7월 16일 ~ 2019년 9월 3일)
- DR 《갯마을 차차차》  HD (2021년 8월 28일 ~ 2021년 10월 17일)
- DR 《검색어를 입력하세요 WWW》  HD (2019년 6월 5일 ~ 2019년 7월 25일)
- V《건강함의 시작, 몸의 대화》 HD (2020년 5월 11일 ~ 2020년 7월 27일)
- DR 《결혼의 꼼수》  HD (2012년 4월 2일 ~ 2012년 5월 22일)
- DR 《견우와 선녀》  HD (2025년 6월 23일 ~ 2025년 7월 29일)
- DR 《경이로운 소문 2: 카운터 펀치》  HD (2023년 7월 29일 ~ 2023년 9월 3일)
- DR 《계룡선녀전》  HD (2018년 11월 5일 ~ 2018년 12월 25일)
- V 《고교10대천왕》  HD (2015년 4월 29일 ~ 2015년 7월 15일)
- DR 《고교처세왕》  HD (2014년 6월 16일 ~ 2014년 8월 12일)
- V 《고교급식왕》  HD (2019년 6월 8일 ~ 2019년 8월 17일)
- V 《고래전쟁》  HD (2014년 7월 29일 ~ 2014년 8월 19일)
- I 《고성국의 빨간 의자》  HD (2013년 11월 12일 ~ 2017년 4월 27일)
- DR 《고스트 닥터》 HD (2022년 1월 3일 ~ 2022년 2월 22일)
- V 《골목대장》  HD (2017년 10월 2일 ~ 2017년 10월 3일)
- V 《골든일레븐》 HD (2020년 11월 30일 ~ 2020년 12월 21일)
- V 《골든일레븐2》 HD (2021년 11월 25일 ~ 2021년 12월 16일)
- V 《골든일레븐: 언리미티드》 HD (2023년 11월 29일 ~ 2024년 1월 3일)
- V 《골벤져스》 HD (2021년 11월 14일 ~ 2022년 1월 2일)
- V 《공유TV 좋아요》  HD (2014년 2월 11일 ~ 2014년 3월 18일)
- V 《공조7》  HD (2017년 3월 26일 ~ 2017년 6월 2일)
- V《곽씨네 LP바》 HD (2021년 5월 19일 ~ 2021년 7월 14일{\displaystyle })
- DR 《구미호뎐》 HD (2020년 10월 7일 ~ 2020년 11월 26일)
- DR 《구미호뎐1938》 HD (2023년 5월 6일 ~ 2023년 6월 11일)
- DR 《구여친클럽》  HD (2015년 5월 8일 ~ 2015년 6월 13일)
- VM 《국악스캔들 꾼》 HD (2014년 7월 15일 ~ 2014년 8월 5일)
- V 《국경없는 포차》 HD (2018년 11월 21일 ~ 2019년 2월 20일)
- DR 《군검사 도베르만》 HD (2022년 2월 28일 ~ 2022년 4월 26일)
- DR 《굿 와이프》  HD (2016년 7월 8일 ~ 2016년 8월 27일)
- V 《그 녀석들의 이중생활》 HD (2017년 11월 23일 ~ 2018년 1월 11일)
- DR 《그놈은 흑염룡》  HD (2025년 2월 17일 ~ 2025년 3월 25일)
- V 《금요일 금요일밤에》 HD (2020년 1월 10일 ~ 2020년 3월 27일)
- DR 《그녀는 거짓말을 너무 사랑해》  HD (2017년 3월 20일 ~ 2017년 5월 9일)
- DR 《그녀의 사생활》  HD (2019년 4월 10일 ~ 2019년 5월 30일)
- SI 《그때 나는 내가 되기로 했다》  HD (2020년 10월 6일 ~ 방송중)
- DR 《금주를 부탁해》  HD (2025년 5월 12일 ~ 2025년 6월 17일)
- DR 《기억》  HD (2016년 3월 18일 ~ 2016년 5월 7일)
- V 《김무명을 찾아라》  HD (2017년 10월 7일 ~ 2017년 10월 8일, 2017년 11월 18일 ~ 2017년 12월 23일)
- V 《김미경 쇼》  HD (2013년 1월 11일 ~ 2013년 3월 15일)
- DR 《김비서가 왜 그럴까》  HD (2018년 6월 6일 ~ 2018년 7월 26일)
- V 《김지윤의 달콤한 19》  HD (2013년 11월 11일 ~ 2014년 2월 24일)
- V 《김창옥쇼 리부트》  HD (2023년 9월 26일 ~ 2023년 11월 14일)
- V 《김창옥쇼 리부트2》  HD (2024년 2월 8일 ~ 2024년 5월 9일)
- V 《김창옥쇼 글로벌》  HD (2025년 9월 22일 ~ 방송예정)
- SI 《김현정의 쎈터 : 뷰》 HD (2019년 10월 28일 ~ 2019년 12월 16일)
- V 《꼬꼬댁 교실 in 베트남》  HD (2013년 12월 21일 ~ 2014년 1월 25일)
- DR 《꽃미남 라면가게》  HD (2011년 10월 31일 ~ 2011년 12월 20일)
- V 《꽃보다 누나》  HD (2013년 11월 29일 ~ 2014년 1월 17일)
- V 《꽃보다 청춘》  HD (2014년 8월 1일 ~ 2014년 10월 10일, 2016년 1월 1일 ~ 2016년 4월 1일, 2017년 11월 7일 ~ 2017년 11월 28일)
- V 《꽃보다 할배》  HD (2013년 7월 5일 ~ 2018년 8월 24일)
- DR 《꽃할배 수사대》  HD (2014년 5월 9일 ~ 2014년 7월 25일)

## ㄴ
- V 《나는 살아있다》 HD (2020년 11월 5일 ~ 2020년 12월 24일)
- V 《나이거참》 HD (2018년 11월 22일 ~ 2018년 12월 13일, 2019년 2월 12일 ~ 2019년 4월 2일)
- DR 《나인: 아홉 번의 시간여행》  HD (2013년 3월 11일 ~ 2013년 5월 14일)
- DR 《나인룸》  HD (2018년 10월 6일 ~ 2018년 11월 25일)
- DR 《나의 아저씨》  HD (2018년 3월 21일 ~ 2018년 5월 17일)
- V 《나의 영어사춘기》  HD (2017년 12월 4일 ~ 2018년 1월 22일)
- V 《나의 수학사춘기》  HD (2018년 6월 26일 ~ 2018년 7월 17일)
- V 《나의 영어사춘기 100시간》  HD (2018년 12월 20일 ~ 2019년 2월 21일)
- DR 《나빌레라》  HD (2021년 3월 22일 ~ 2021년 4월 27일)
- V 《나의 첫 사회생활》 HD (2020년 1월 14일 ~ 2020년 3월 3일)
- V《난리났네 난리났어》 HD (2021년 1월 28일 ~ 2021년 2월 4일)
- DR 《남자친구》  HD (2018년 11월 28일 ~ 2019년 1월 24일)
- DR 《날 녹여주오》  HD (2019년 9월 28일 ~ 2019년 11월 17일)
- DR 《낮과 밤》  HD (2020년 11월 30일 ~ 2021년 1월 19일)
- V 《냐옹은 페이크다》  HD (2020년 1월 5일 ~ 2020년 2월 16일)
- V 《너의 몸소리가 들려》  HD (2024년 10월 8일 ~ 2024년 10월 29일)
- V 《내가 뭐라고》 HD (2023년 11월 27일 ~ 2023년 12월 25일)
- V 《내게 남은 48시간》 HD (2016년 11월 30일 ~ 2017년 1월 18일)
- V 《내 귀에 캔디》  HD (2016년 8월 18일 ~ 2017년 4월 22일)
- DR 《내 남편과 결혼해줘》  HD (2024년 1월 1일 ~ 2024년 2월 20일)
- V 《내방의 품격》  HD (2015년 12월 13일 ~ 2016년 4월 20일)
- V 《내방의 품격 2》  HD (~ 방송예정)
- DR 《내성적인 보스》  HD (2017년 1월 16일 ~ 2017년 3월 14일)
- DR 《내일 그대와》  HD (2017년 2월 3일 ~ 2017년 3월 25일)
- V 《내친구와 식샤를 합시다》  HD (2015년 8월 5일 ~ 2015년 9월 9일)
- V 《내 친구들은 나보다 똑똑하다》 HD (2023년 1월 30일 ~ 2023년 3월 6일)
- V 《네버랜드》 HD (2010년 11월 27일 ~ 2010년 12월 18일)
- DR 《노란 복수초》  HD (2012년 2월 27일 ~ 2012년 8월 30일)
- V 《노래의 탄생》  HD (2016년 4월 29일 ~ 2016년 5월 20일)
- V 《노홍철의 길바닥쇼》 HD (2016년 2월 7일 ~ 2016년 4월 24일)
- V 《노포의 영업비밀》  HD (2021년 8월 23일 ~ 2022년 1월 3일)
- V 《노래에 반하다》 HD (2019년 9월 20일 ~ 2019년 11월 8일)
- V 《놀라운 토요일》  HD (2018년 4월 7일 ~ 현재)
- V 《눈치왕》  HD (2015년 1월 3일 ~ 2015년 1월 10일)
- DR 《눈물의 여왕》  HD (2024년 3월 9일 ~ 2024년 4월 28일)
- V 《뇌섹시대 문제적 남자》  HD (2015년 2월 26일 ~ 2019년 6월 10일)
- V 《너의 돈소리가 들려》  HD (2018년 11월 19일 ~ 2018년 12월 10일)
- DR 《너는 나의 봄》 HD (2021년 7월 5일 ~ 2021년 8월 24일)

## ㄷ
- DR 《닥치고 꽃미남 밴드》  HD (2012년 1월 30일 ~ 2012년 3월 20일)
- I 《단내투어 - 좌와 벌》  HD (2018년 9월 30일)
- V 《달려라 불꽃 소녀 DNA 축구단》  HD (2024년 11월 23일 ~ 2025년 1월 25일)
- DR 《대한민국에서 건물주 되는 법》  HD (2026년 ~ 방송예정)
- I 《대학토론배틀》  HD (2010년, 2011년 7월 30일 ~ 2012년 9월 12일)
- I 《대학토론배틀 시즌 4》  HD (2013년 7월 28일 ~ 2013년 9월 1일)
- V 《대화가 필요한 개냥》  HD (2017년 9월 15일 ~ 2018년 1월 10일)
- V 《대탈출》  HD (2018년 7월 1일 ~ 2018년 9월 16일, 2019년 3월 17일 ~ 2019년 6월 9일)
- V 《댄스가수 유랑단》HD (2023년 5월 25일 ~ 2023년 8월 10일)
- V 《로맨틱&아이돌》  HD (2012년 11월 11일 ~ 2013년 2월 10일)
- V 《더 지니어스: 게임의 법칙》   HD (2013년 4월 26일 ~ 2013년 7월 12일)
- V 《더 지니어스: 룰 브레이커》  HD (2013년 12월 7일 ~ 2014년 2월 22일)
- V 《더 지니어스: 블랙가넷》  HD (2014년 10월 1일 ~ 2014년 12월 17일)
- V 《더 지니어스: 그랜드 파이널》  (2015년 6월 27일 ~ 2015년 9월 12일)
- V 《더 폰 코리아》  HD (2013년 2월 8일 ~ 2013년 3월 31일)
- V 《더 짠내투어》  HD (2019년 6월 17일 ~ 2020년 8월 4일)
- V 《더블 캐스팅》  HD (2020년 2월 22일 ~ 2020년 4월 18일)
- DR 《더 로드: 1의 비극》  HD (2021년 8월 4일 ~ 2021년 9월 9일)
- DR 《쓸쓸하고 찬란하神 - 도깨비》  HD (2016년 12월 2일 ~ 2017년 1월 21일)
- V 《독고영재의 스캔들》  (2007년 1월 22일 ~ 2008년 10월 27일)
- V 《돈키호테》  (2019년 11월 2일 ~ 2019년 12월 21일)
- I 《동네의 사생활》 HD (2016년 11월 22일 ~ 2017년 4월 25일)
- V 《두 남자의 특급찬양》  (2014년 7월 14일 ~ 2014년 9월 30일)
- DR 《두번째 스무살》 HD (2015년 8월 28일 ~ 2015년 10월 17일)
- DR 《두번째 스그널》 HD (2026년 1월 ~ 예정)
- V 《두 번째 프러포즈 - 초대》  HD (2012년 9월 21일, 2012년 12월 5일 ~ 2013년 1월 9일)
- V 《둥지탈출》  HD (2017년 7월 15일 ~ 2019년 1월 29일)
- DR 《드라마 스테이지》  HD (2017년 12월 2일 ~ 현재)
- V 《드림 플레이어》  HD (2016년 3월 28일 ~ 2016년 4월 18일)
- DR 《디어 마이 프렌즈》  HD (2016년 5월 13일 ~ 2016년 7월 2일)
- DR 《또! 오해영》  HD (2016년 5월 2일 ~ 2016년 6월 28일)
- V 《따로 또 같이》 HD (2018년 10월 7일 ~ 2019년 2월 3일)

## ㄹ
- DR 《라이브》  HD (2018년 3월 10일 ~ 2018년 5월 6일)
- DR 《라이어 게임》  HD (2014년 10월 20일 ~ 2014년 11월 25일)
- V 《라끼남》  HD (2019년 12월 6일 ~ 2020년 2월 21일)
- V 《라켓보이즈》  HD (2021년 10월 11일 ~ 2021년 12월 27일)
- V 《러브 스위치》  HD (2010년 3월 15일 ~ 2011년 9월 26일)
- V 《렛미홈》  HD (2016년 4월 24일 ~ 2016년 7월 10일)
- V 《렛츠고 시간탐험대》  HD (2013년 12월 21일 ~ 2014년 7월 7일)
- DR 《로맨스 헌터》 (2007년 2월 7일 ~ 2007년 5월 23일)
- V 《로맨스가 더 필요해》  HD (2014년 3월 22일 ~ 2014년 10월 30일)
- DR 《로맨스가 필요해》  HD (2011년 6월 13일 ~ 2011년 8월 2일)
- DR 《로맨스가 필요해 2012》  HD (2012년 6월 20일 ~ 2012년 8월 9일)
- DR 《로맨스가 필요해 3》  HD (2014년 1월 13일 ~ 2014년 3월 4일)
- DR 《로맨스는 별책부록》  HD (2019년 1월 26일 ~ 2019년 3월 17일)
- V 《롤러코스터 2》  HD (2012년 3월 11일 ~ 2012년 12월 30일)
- V 《롤러코스터 3》  HD (2013년 1월 6일 ~ 2013년 7월 28일)
- V 《롤러코스터 리부트》  HD (2020년 10월 6일 ~ 2020년 11월 10일)
- DR 《루카》  HD (2021년 2월 1일 ~ 2021년 3월 9일)
- V 《류준열과 교복 입은 사진가들》  HD (2023년 4월 21일 ~ 2023년 4월 21일)
- V 《리얼스토리 묘》   (2006년 10월 15일 ~ 2010년 9월 27일)
- V 《리얼키즈 스토리 레인보우》 (2011년 2월 26일 ~ 2011년 12월 24일)
- DO 《리틀빅 히어로》 HD (2012년 8월 20일 ~ 현재)
- DR 《링크:먹고 사랑하라, 죽이게》  HD (2022년 6월 6일 ~ 2022년 7월 26일)

## ㅁ
- DR 《마녀의 연애》  (2014년 4월 14일 ~ 2014년 6월 10일)
- DR 《마더》  (2018년 1월 24일 ~ 2018년 3월 15일)
- V《마포 멋쟁이》  HD (2020년 2월 28일 ~ 2020년 5월 8일)
- DR 《마우스》  (2021년 3월 3일 ~ 2021년 5월 19일)
- DR 《마에스트라》  (2023년 12월 9일 ~ 2024년 1월 14일)
- DR 《마인:MINE》  (2021년 5월 8일 ~ 2021년 6월 27일)
- DR 《마이 시크릿 호텔》  (2014년 8월 16일 ~ 2014년 10월 14일)
- DR 《막돼먹은 영애씨》 ( → ) HD (2007년 4월 20일 ~ 2019년 4월 26일)
- Q 《만장일치 퀴즈쇼 트라이앵글》 HD (2010년 12월 5일 ~ 2011년 6월 6일)
- DR 《맞짱》  HD (2008년 10월 24일 ~ 2008년 12월 13일)
- DR 《머니게임》  HD (2020년 1월 15일 ~ 2020년 3월 5일)
- DR 《멈추고 싶은 순간 : 어바웃 타임》  HD (2018년 5월 21일 ~ 2018년 7월 10일)
- DR 《메모리스트》  HD (2020년 3월 11일 ~ 2020년 4월 30일)
- DR 《멘탈코치 제갈길》  HD (2022년 9월 12일 ~ 2022년 11월 1일)
- DR 《멜랑꼴리아》  HD (2021년 11월 10일 ~ 2021년 12월 30일)
- DR 《명불허전》  HD (2017년 8월 12일 ~ 2017년 10월 1일)
- V 《명의들의 경고》  HD (2023년 3월 15일 ~ 2023년 12월 27일)
- VDR 《모두의 연애》  HD (2017년 12월 8일 ~ 2018년 1월 26일)
- DR 《몬스타》  HD (2013년 5월 17일 ~ 2013년 8월 2일)
- V 《무쇠소년단》  HD (2024년 9월 7일 ~ 2024년 11월 16일)
- DR 《무법 변호사》  HD (2018년 5월 12일 ~ 2018년 7월 1일)
- DR 《무인도의 디바》  HD (2023년 10월 28일 ~ 2023년 12월 3일)
- V 《문과 vs 이과, 놀라운 증명》  HD (2024년 10월 6일 ~ 2025년 2월 16일)
- V 《문제적 보스》  HD (2019년 3월 6일 ~ 2019년 4월 24일)
- V 《뭐든지 프렌즈》  HD (2019년 7월 17일 ~ 2019년 9월 4일)
- V 《물오른 식탁》  HD (2019년 6월 11일 ~ 2019년 6월 25일)
- DR 《미생》  HD (2014년 10월 17일 ~ 2014년 12월 20일)
- DR 《미생물》  HD (2015년 1월 2일 ~ 2015년 1월 9일)
- DR 《미스 언더커버 보스》 HD (2026년 ~ 예정)
- DR 《미스터 션샤인》  HD (2018년 7월 7일 ~ 2018년 9월 30일)
- V 《미스터리 실험쇼 <다빈치노트>》  HD (2021년 8월 7일 ~ 2021년 12월 12일)
- V 《미쓰코리아》  HD (2019년 3월 24일 ~ 2019년 5월 26일)
- V 《미씽: 그들이 있었다 2》  HD (2022년 12월 19일 ~ 2023년 1월 31일)
- DR 《미친 사랑》  HD (2013년 4월 8일 ~ 2013년 9월 17일)
- DR 《미지의 서울》  HD (2025년 5월 24일 ~ 2025년 6월 29일)

## ㅂ
- V 《바벨 250》  HD (2016년 7월 11일 ~ 2016년 9월 27일)
- V 《바퀴 달린 집》  HD (2020년 6월 11일 ~  방송중)
- V 《박수홍의 Something New》  (2007년 1월 27일 ~ 2008년 1월 15일)
- DR 《반의 반》  (2020년 3월 23일 ~ 2020년 4월 28일)
- DR 《반짝이는 워터멜론》  (2023년 9월 25일 ~  2023년 11월 14일)
- IV 《발상전환 롤체인지 - 2판4판》  HD (2015년 11월 30일)
- V 《방송국의 시간을 팝니다》  (2015년 12월 10일 ~ 2016년 1월 28일)
- DR 《방법》  (2020년 2월 10일 ~ 2020년 3월 17일)
- V 《밥이나 한잔해》  HD (2024년 5월 16일 ~ 2024년 7월 11일)
- V 《배우학교》  (2016년 2월 4일 ~ 2016년 4월 21일)
- V 《배달해서 먹힐까?》  (2020년 5월 19일 ~ 2020년 7월 21일)
- DR 《배드 앤 크레이지》  (2021년 12월 17일 ~ 2022년 1월 28일)
- DR 《백일의 낭군님》  HD (2018년 9월 10일 ~ 2018년 10월 30일)
- V 《백만장자 게임 마이턴》  (2013년 11월 4일 ~ 2013년 12월 30일)
- I 《백지연의 끝장토론》  HD (2010년 4월 20일 ~ 2013년 1월 23일)
- I 《백지연의 피플 인사이드》 HD (2009년 5월 17일 ~ 2013년 8월 20일)
- V 《백패커》  HD (2022년 5월 26일 ~ 2022년 10월 6일)
- V 《백패커 2》  HD (2024년 5월 26일 ~ 2024년 11월 10일)
- DR 《버디버디》  HD (2011년 8월 8일 ~ 2011년 10월 25일)
- V 《버저비터》  HD (2017년 2월 3일 ~ 2017년 3월 24일)
- V 《벌거벗은 세계사》  HD (2021년 6월 1일 ~ 2021년 9월 21일)
- DR 《변혁의 사랑》  HD (2017년 10월 14일 ~ 2017년 12월 3일)
- DR 《별들에게 물어봐》  HD (2025년 1월 4일 ~ 2025년 2월 23일)
- DR 《 별똥별》  HD (2022년 4월 22일 ~ 2022년 6월 11일)
- DR 《부암동 복수자들》  HD (2017년 10월 11일 ~ 2017년 11월 16일)
- DR 《불가살》  HD (2021년 12월 18일 ~ 2022년 2월 6일)
- I 《부부性상담 닥터K》  HD (2011년 6월 15일 ~ 2011년 9월 4일)
- I 《브런치》 HD (2011년 2월 4일 ~ 2011년 6월 9일)
- DR 《블라인드》  HD (2022년 9월 16일 ~ 2022년 11월 5일)
- DR 《블랙독》  HD (2019년 12월 16일 ~ 2020년 2월 4일)
- DR 《비밀의 숲》  HD (2017년 6월 10일 ~ 2017년 7월 30일)
- DR 《비밀의 숲 2》 HD (2020년 8월 15일 ~ 2020년 10월 4일)
- V 《비밀의 정원》 HD (2018년 2월 16일 ~ 2018년 2월 24일, 2018년 5월 26일 ~ 2018년 7월 14일)
- DR 《빅 포레스트》  HD (2018년 9월 7일 ~ 2018년 11월 9일)
- DR 《빈센조》  HD (2021년 2월 20일 ~ 2021년 5월 2일)
- DR 《빠스껫 볼》  HD (2013년 10월 21일 ~ 2013년 12월 17일)
- V 《뿅뿅 지구오락실》  HD (2022년 6월 24일 ~ 2022년 9월 16일)
- V 《뿅뿅 지구오락실 시즌2》  HD (2023년 5월 12일 ~ 2023년 7월 28일)
- V 《뿅뿅 지구오락실 시즌3》  HD (2025년 4월 25일 ~ 2025년 7월 4일)

## ㅅ
- DR 《사랑의 불시착》  HD (2019년 12월 14일 ~ 2020년 2월 16일)
- DR 《사랑은 외나무다리에서》  HD (2024년 11월 23일 ~ 2024년 12월 29일)
- DR 《사이코메트리 그녀석》  HD (2019년 3월 11일 ~ 2019년 4월 30일)
- DR 《사이코지만 괜찮아》  HD (2020년 6월 20일 ~ 2020년 8월 9일)
- DR 《산후조리원》  HD (2020년 11월 2일 ~ 2020년 11월 24일)
- V 《산꾼도시여자들》  HD (2022년 2월 11일 ~ 2022년 3월 4일)
- DR 《살인자의 쇼핑목록》  HD (2022년 4월 27일 ~ 2022년 5월 19일)
- V 《삼시세끼》  HD (2014년 10월 17일 ~ 현재)
- V 《삼시세끼 - 아이슬란드 간 세끼》  HD (2019년 9월 20일 ~ 2019년 11월 29일)
- V 《삼시네세끼》  HD (2020년 5월 15일 ~ 2020년 12월 21일)
- V 《삼촌로망스》  HD (2014년 2월 15일 ~ 2014년 5월 17일)
- DR 《삼총사》  HD (2014년 8월 17일 ~ 2014년 11월 2일)
- V 《상암타임즈》  HD (2019년 1월 22일 ~ 2019년 4월 2일)
- V 《서울촌놈》  HD (2020년 7월 12일 ~ 2020년 9월 27일)
- V 《서진이네》  HD (2023년 2월 24일 ~ 2023년 5월 5일)
- V 《서진이네2》  HD (2024년 6월 28일 ~ 2024년 9월 6일)
- DR 《서초동》  HD (2025년 7월 5일 ~ 2025년 8월 10일)
- DR 《선재 업고 튀어》  HD (2024년 4월 8일 ~ 2024년 5월 28일)
- V 《섬총사》  HD (2017년 5월 22일 ~ 2018년 9월 10일)
- V 《섬마을 쌤》  HD (2013년 9월 18일 ~ 2014년 2월 3일)
- V 《선다방》  HD (2018년 4월 1일 ~ 2018년 12월 14일)
- DR 《성스러운 아이돌》HD (2023년 2월 15일 ~ 2023년 3월 23일)
- SI 《성적욕망》  HD (2015년 6월 11일 ~ 2015년 7월 2일)
- V 《세 얼간이》  HD (2012년 10월 7일 ~ 2013년 10월 6일)
- DR 《세남자》  HD (2009년 7월 18일 ~ 2009년 10월 30일)
- DR 《세상에서 가장 아름다운 이별》  HD (2017년 12월 9일 ~ 2017년 12월 17일)
- DR 《세작, 매혹된 자들》  HD (2024년 1월 21일 ~ 2024년 3월 3일)
- V 《쉘위워크》 HD (2017년 7월 3일 ~ 2017년 7월 10일)
- V 《소사이어티 게임》  HD (2016년 10월 16일 ~ 2017년 11월 10일)
- DR 《소용없어 거짓말》  HD (2023년 7월 31일 ~ 2023년 9월 19일)
- DR 《손해 보기 싫어서》  HD (2024년 8월 26일 ~ 2024년 10월 1일)
- V 《송민호의 파일럿》  HD (2021년 6월 25일 ~ 2021년 9월 17일)
- V 《쇼킹동영상 비주얼 서스펙트》  HD (2012년 9월 7일, 2012년 11월 21일 ~ 2013년 1월 26일)
- V 《수상한 가수》 HD (2017년 7월 14일 ~ 2017년 11월 16일)
- V 《수상한 동창회 투게더》  HD (2013년 9월 29일 ~ 2014년 1월 8일)
- V 《수업을 바꿔라》 HD (2017년 5월 18일 ~ 2017년 11월 27일)
- V 《수요미식회》  HD (2015년 1월 21일 ~ 2019년 10월 8일)
- V 《수요일은 음악프로》  HD (2019년 10월 2일 ~ 2019년 12월 4일)
- V 《수미네 반찬》  HD (2018년 6월 6일 ~ 2021년 3월 11일)
- V 《숲속의 작은집》  HD (2018년 4월 6일 ~ 2018년 6월 8일)
- V 《쇼! 오디오자키》  HD (2019년 3월 17일 ~ 2019년 6월 30일)
- DR 《슈룹》  HD (2022년 10월 15일 ~ 2022년 12월 4일)
- DR 《슈퍼대디 열》  HD (2015년 3월 13일 ~ 2015년 5월 2일)
- V 《슈퍼 디바 2012》  HD (2012년 3월 23일 ~ 2012년 5월 25일)
- V 《슈퍼 챌린저 코리아》  HD (2012년 10월 26일 ~ 2012년 12월 24일)
- V 《슈퍼히어러》  HD (2019년 6월 16일 ~ 2019년 8월 4일)
- DR 《스무살》  HD (2014년 1월 6일 ~ 2014년 1월 7일)
- DR 《스물다섯 스물하나》  HD (2022년 2월 12일 ~ 2022년 4월 3일)
- V 《스타특강쇼》  HD (2011년 6월 17일 ~ 2013년 7월 10일)
- DR 《스타트업》  HD (2020년 10월 17일 ~ 2020년 12월 6일)
- V 《스트리트 푸드 파이터》 HD (2018년 4월 23일 ~ 현재)
- DR 《스틸러:일곱 개의 조선통보》 HD (2023년 4월 12일 ~ 2023년 5월 18일)
- V 《스페인 하숙》  HD (2019년 3월 15일 ~ 2019년 5월 24일)
- V 《스윙퀴즈》  HD (2019년 10월 10일 ~ 2019년 10월 31일)
- DR 《스프링 피버》 HD (2025년 12월 22일 ~ 2026년 1월 27일)
- DR 《슬기로운 감빵생활》 HD (2017년 11월 22일 ~ 2018년 1월 18일)
- DR 《슬기로운 의사생활》 HD (2020년 3월 12일 ~ 2020년 5월 28일)
- V 《슬기로운 생활》  HD (2020년 11월 23일 ~ 2021년 1월 25일)
- V 《슬기로운 산촌생활》  HD (2021년 10월 8일 ~ 2021년 12월 3일)
- V 《시간을 달리는 남자》  HD (2017년 3월 31일 ~ 2017년 5월 5일)
- DR 《시그널》  HD (2016년 1월 22일 ~ 2016년 3월 12일)
- V 《시베리아 선발대》  HD (2019년 9월 26일 ~ 2019년 11월 21일)
- I 《시사랭크쇼 열광》 HD (2010년 12월 12일 ~ 2011년 4월 24일)
- DR 《시카고 타자기》  HD (2017년 4월 7일 ~ 2017년 6월 3일)
- DR 《시를 잊은 그대에게》  HD (2018년 3월 26일 ~ 2018년 5월 15일)
- DR 《식샤를 합시다》  HD (2013년 11월 28일 ~ 2018년 8월 28일)
- V 《식량일기》  (2018년 5월 30일 ~ 2018년 8월 8일)
- V 《식벤져스》  (2020년 6월 24일 ~ 2020년 7월 29일)
- V 《식스센스》  (2020년 9월 3일 ~ 2022년 6월 17일)
- V 《신동엽의 Yes or No》  (2006년 10월 9일 ~ 2007년 7월 7일)
- V 《신동엽의 감각제국》  (2006년 10월 28일 ~ 2007년 1월 28일)
- DR 《신데렐라와 네 명의 기사》  HD (2016년 8월 12일 ~ 2016년 10월 1일)
- DR 《신분을 숨겨라》  HD (2015년 6월 16일 ~ 2015년 8월 4일)
- V 《신박한 정리》  HD (2020년 6월 29일 ~ 2022년 11월 9일)
- DR 《신사장 프로젝트》  HD (2025년 9월 15일 ~ 2025년 10월 21일)
- V 《신서유기》  HD (2016년 4월 8일 ~ 현재)
- 《신성우의 블랙박스》  HD (2012년 9월 14일)
- V 《신혼일기》  HD (2017년 2월 3일 ~ 2017년 11월 4일)
- DR 《싸우자 귀신아》  HD (2016년 7월 11일 ~ 2016년 8월 30일)
- DR 《싸이코패스 다이어리》  HD (2019년 11월 20일 ~ 2020년 1월 9일)
- DR 《쌉니다 천리마마트》  HD (2019년 9월 20일 ~ 2019년 12월 6일)
- DR 《써클: 이어진 두 세계》  HD (2017년 5월 22일 ~ 2017년 6월 27일)
- V 《썬의 퀴즈》  HD (2019년 7월 11일 ~ 2019년 8월 15일)

## ㅇ
- DR 《아다마스》  HD (2022년 7월 27일 ~ 2022년 9월 15일)
- DR 《아라문의 검》HD (2023년 9월 9일 ~ 2023년 10월 22일)
- DR 《아르곤》  HD (2017년 9월 4일 ~ 2017년 9월 26일)
- DR 《아스달 연대기》  HD (2019년 6월 1일 ~ 2019년 9월 22일)
- V 《아버지와 나》  HD (2016년 6월 2일 ~ 2016년 8월 4일)
- DR 《아이 러브 이태리》  HD (2012년 5월 28일 ~ 2012년 7월 17일)
- SI 《아이앰 김치》 HD (2019년 9월 12일 ~ 2019년 9월 12일)
- VI 《아이에게 권력을?!》 HD (2014년 12월 24일 ~ 2015년 1월 14일)
- DR 《아홉수 소년》  HD (2014년 8월 29일 ~ 2014년 10월 11일)
- DR 《아는 와이프》  HD (2018년 8월 1일 ~ 2018년 9월 20일)
- V 《아모르파티》  HD (2018년 12월 9일 ~ 2019년 3월 3일)
- V 《아주 사적인 동남아》  HD (2023년 3월 27일 ~ 2023년 5월 29일)
- V 《아찔한 사돈연습》  HD (2018년 10월 5일 ~ 2019년 3월 9일)
- V 《아파트404》  HD (2024년 2월 23일 ~ 2024년 4월 12일)
- DR 《안투라지》  HD (2016년 11월 4일 ~ 2016년 12월 24일)
- DR《(아는 건 별로 없지만) 가족입니다》 HD (2020년 6월 1일 ~ 2020년 7월 21일)
- DR 《악의 꽃》  HD (2020년 7월 29일 ~ 2020년 9월 17일)
- DR 《악마판사》  HD (2021년 7월 3일 ~ 2021년 8월 22일)
- DR《악마가 너의 이름을 부를 때》  HD (2019년 7월 31일 ~ 2019년 9월 19일)
- V 《알바트로스》  HD (2017년 9월 13일 ~ 2017년 11월 1일)
- V 《알아두면 쓸데없는 신비한 잡학사전》  HD (2017년 6월 2일 ~ 현재)
- V 《알아두면 쓸데있는 범죄 잡학사전》 HD (2021년 4월 4일 ~ 2021년 7월 4일)
- V 《알아두면 쓸데있는 범죄 잡학사전 2》 HD (2022년 1월 9일 ~ 2022년 5월 1일)
- V 《알아두면 쓸데있는  지구별 잡학사전: 지중해》 HD (2025년 3월 31일 ~ 2025년 5월 26일)
- DR 《알함브라 궁전의 추억》  HD (2018년 12월 1일 ~ 2019년 1월 20일)
- V 《에드워드리의 컨츄리쿡》 HD (2025년 2월 14일 ~ 2025년 4월 18일)
- M 《엠넷 KM 뮤직 페스티벌》  (2006년 11월 25일 ~ 2008년 11월 15일)
- M 《엠넷 아시안 뮤직 어워드》  HD (2009년 11월 21일 ~ 현재)
- V 《어린이를 지키는 약속, 블루 닷》 HD (2025년 2월 19일 ~ 2025년 2월 19일)
- DR 《어비스》  HD (2019년 5월 6일 ~ 2019년 6월 25일)
- DR 《어느 날 우리집 현관으로 멸망이 들어왔다》  HD (2021년 5월 10일 ~ 2021년 6월 29일)
- DR 《어사와 조이》  HD (2021년 11월 8일 ~  2021년 12월 28일)
- V 《언니네 산지직송》  HD (2024년 7월 18일 ~ 2024년 10월 10일)
- V 《언니네 산지직송2》  HD (2025년 4월 13일 ~ 2025년 7월 6일)
- DR 《엄마친구아들》  HD (2024년 8월 17일 ~ 2024년 10월 6일)
- V 《엄마사람》  HD (2015년 4월 1일 ~ 2015년 4월 22일)
- V 《엄마 나 왔어》  HD (2018년 9월 26일 ~ 2018년 11월 8일)
- V 《엄마는 연예인》  HD (2017년 10월 10일 ~ 2017년 10월 31일)
- V《업글인간》 HD (2021년 4월 3일 ~ 2021년 5월 22일)
- V《어쩌다 사장》 HD (2021년 2월 25일 ~ 2021년 5월 6일)
- V《어쩌다 사장 2》 HD (2022년 2월 17일 ~ 2022년 5월 19일)
- V《어쩌다 사장 3》 HD (2023년 10월 26일 ~ 2024년 2월 1일)
- V 《언제나 칸타레》  HD (2014년 12월 5일 ~ 2015년 8월 1일)
- DR 《언젠가는 슬기로울 전공의생활》 HD (2025년 4월 12일 ~ 2025년 5월 18일)
- DR 《얄미운 사랑》 HD (2025년 10월 27일 ~ 2025년 12월 16일)
- SI 《여행해도 괜찮아》  HD (2015년 8월 10일 ~ 2015년 8월 17일)
- V 《연극이 끝나고 난 뒤》  HD (2016년 7월 2일 ~ 2016년 8월 20일)
- DR 《연애 말고 결혼》  HD (2014년 7월 4일 ~ 2014년 8월 23일)
- DR 《연예인 매니저로 살아남기》 HD (2022년 11월 7일 ~ 2022년 12월 13일)
- DR 《여신강림》 HD (2020년 12월 9일 ~ 2021년 2월 4일)
- V 《예능인력소》  HD (2016년 10월 10일 ~ 2016년 12월 26일)
- DR 《연애조작단; 시라노》  HD (2013년 5월 27일 ~ 2013년 7월 16일)
- DR 《오 나의 귀신님》  HD (2015년 7월 3일 ~ 2015년 8월 22일)
- V 《오늘부터 출근》  HD (2014년 9월 20일 ~ 2014년 12월 25일)
- V 《오늘 내일》  HD (2018년 5월 24일 ~ 2018년 7월 26일)
- DR 《오 마이 베이비》  HD (2020년 5월 13일 ~ 2020년 7월 2일)
- V 《오천만의 대질문》  HD (2011년 5월 6일 ~ 2011년 6월 12일)
- V 《오페라스타》  HD (2011년 3월 26일 ~ 2012년 3월 16일)
- V 《오피스 아이돌》 (2008년 11월 12일 ~ 2008년 12월 13일)
- V 《온앤오프》 (2020년 5월 2일 ~ 2021년 5월 25일)
- V 《옥주현의 Like A Virgin》  (2006년 10월 10일 ~ 2007년 3월, 2007년 3월 25일 ~ 5월 10일)
- V 《올 탁구나!》  (2022년 1월 31일 ~ 2022년 5월 16일)
- V 《완판기획》  HD (2012년 6월 3일 ~ 2012년 7월 8일)
- DR 《왕이 된 남자》  HD (2019년 1월 7일 ~ 2019년 3월 4일)
- V 《요즘책방 : 책 읽어드립니다》 HD (2019년 9월 24일 ~ 2020년 4월27일)
- V 《외계통신》  HD (2018년 4월 28일 ~ 2018년 5월 19일, 2018년 7월 19일 ~ 2018년 12월 27일)
- AN 《와라! 편의점》 HD (2011년)
- V 《우도주막》 HD (2021년 7월 12일 ~ 2021년 9월 6일)
- V 《우리 할매》 HD (2016년 2월 13일 ~ 2016년 2월 20일)
- V 《우리가 남이가》  HD (2018년 2월 26일 ~ 2018년 3월 26일)
- V 《우리들의 인생학교》 HD (2017년 5월 14일 ~ 2017년 6월 22일)
- DR 《우리들의 블루스》 HD (2022년 4월 9일 ~ 2022년 6월 12일)
- V 《우리들의 차차차》 HD (2022년 8월 15일 ~ 2022년 11월 7일)
- DR 《우와한 녀》 HD (2013년 4월 18일 ~ 2013년 7월 4일)
- DR 《우연일까?》 HD (2024년 7월 22일 ~ 2024년 8월 13일)
- DR 《울지 않는 새》 HD (2015년 5월 4일 ~ 2015년 10월 22일)
- DR 《유령을 잡아라》HD (2019년 10월 21일 ~ 2019년 12월 10일)
- V 《유아독존》  HD (2017년 9월 9일 ~ 2017년 12월 3일)
- 《유 퀴즈 온 더 블럭》HD (2018년 8월 29일 ~ 현재))
- DR 《위대한 이야기》HD (2015년 3월 15일 ~ 2015년 5월 10일)  (《TV조선》 합작 단막극)
- DR 《위대한 쇼》 HD (2019년 8월 26일 ~ 2019년 10월 15일)
- DR 《원경》  HD (2025년 1월 6일 ~ 2025년 2월 11일)
- DR 《원스 어폰 어 타임 인 생초리》  HD (2010년 11월 5일 ~ 2011년 3월 18일)
- DR 《월수금화목토》  HD (2022년 9월 21일 ~ 2022년 11월 10일)
- DR 《유리 가면》  HD (2012년 9월 3일 ~ 2013년 4월 4일)
- V 《윤식당》  HD (2017년 3월 24일 ~ 2018년 3월 23일)
- DR 《은밀한 감사》  HD (2026년 ~ 방송예정)
- DR 《응급남녀》  HD (2014년 1월 24일 ~ 2014년 4월 5일)
- DR 《응답하라 1988》  HD (2015년 11월 6일 ~ 2016년 1월 16일)
- DR 《응답하라 1994》  HD (2013년 10월 18일 ~ 2013년 12월 28일)
- DR 《응답하라 1997》  HD (2012년 7월 24일 ~ 2012년 9월 18일)
- VM 《음악동창회 <좋은가요>》 HD (2020년 1월 4일 ~ 2020년 2월 15일)
- I 《이것이 진짜 공부다!》 HD (2014년 7월 8일 ~ 2014년 7월 22일)
- DR 《이번 생은 처음이라》 HD (2017년 10월 9일 ~ 2017년 11월 28일)
- V 《이 말을 꼭 하고 싶었어요》 HD (2024년 6월 17일 ~ 2024년 7월 8일)
- DR 《이번 생도 잘 부탁해》HD (2023년 6월 17일 ~ 2023년 7월 23일)
- DR 《이브》  HD (2022년 6월 1일 ~ 2022년 7월 21일)
- DR 《이웃집 꽃미남》  HD (2013년 1월 7일 ~ 2013년 2월 26일)
- V 《이타카로 가는길》 HD (2018년 7월 15일 ~ 2018년 9월 23일)
- DR 《이로운 사기》HD (2023년 5월 29일 ~ 2023년 7월 18일)
- DR 《이혼 보험》  HD (2025년 3월 31일 ~ 2025년 5월 6일)
- V 《이혼보험: 직급 쟁탈전 포스터》  HD (2025년 3월 20일 ~ 2025년 3월 20일)
- V 《인생술집》 HD (2016년 12월 8일 ~ 2019년 4월 11일 )
- DR 《인현왕후의 남자》  HD (2012년 4월 18일 ~ 2012년 6월 7일)
- DR 《일년에 열두남자》  HD (2012년 2월 15일 ~ 2012년 4월 5일)
- DR 《일리있는 사랑》  HD (2014년 12월 1일 ~ 2015년 2월 3일)
- V 《일로 만난 사이》  HD (2019년 8월 24일 ~ 2019년 10월 19일)
- DR 《일타 스캔들》  HD (2023년 1월 14일 ~ 2023년 3월 5일)
- DR 《잉여공주》  HD (2014년 8월 7일 ~ 2014년 10월 9일)
- I 《오 마이 갓》  (2014년 9월 22일 ~ 2016년 5월 31일)
- V 《오 마이 갓 글로벌 특집》  HD (2015년 6월 23일 ~ 2015년 7월 14일)
- I 《애들생각》  (2019년 4월 9일 ~ 2019년 6월 4일)
- V 《워룸: 위닝게임》 HD (2021년 11월 2일 ~ 2021년 11월 2일)
- SI 《월간 커넥트》  HD (2021년 1월 7일 ~ 2022년 7월 2일)
- V 《웰컴투 불로촌》 HD (2024년 1월 20일 ~ 방송중)
- DR 《웨딩 임파서블》 HD (2024년 2월 26일 ~ 2024년 4월 2일)

## ㅈ
- DR 《자백》  HD (2019년 3월 23일 ~ 2019년 5월 12일)
- V 《작업실》 HD (2019년 5월 1일 ~ 2019년 6월 19일)
- DR 《작은 아씨들》  HD (2022년 9월 3일 ~ 2022년 10월 9일)
- V 《장바구니 구세주, 장보고》  HD (2019년 5월 23일 ~ 2019년 6월 13일)
- V 《장사천재 백사장》  HD (2023년 4월 2일 ~ 2023년 6월 25일)
- V 《장사천재 백사장 2》  HD (2023년 10월 29일 ~ 2024년 2월 4일)
- V 《장사천재 백사장 3》  HD (2025년 ~ 방송예정)
- V 《전설이 떴다 <군대스리가>》  HD (2022년 5월 23일 ~ 2022년 8월 8일)
- DR 《정년이》  HD (2024년 10월 12일 ~ 2024년 11월 17일)
- DR 《조선 정신과 의사 유세풍》  HD (2022년 8월 1일 ~ 2022년 9월 6일)
- DR 《조선정신과의사유세풍2》  HD (2023년 1월 11일 ~ 2023년 2월 9일)
- V 《조립식 가족》 HD (2022년 3월 23일 ~ 2022년 5월 11일)
- V 《조금 불편해도 괜찮아》 HD (2020년 12월 13일 ~ 2020년 12월 20일)
- DR 《졸업》  HD (2024년 5월 11일 ~ 2024년 6월 30일)
- DR 《좋맛탱》  HD (2018년 12월 24일)
- DR 《좋거나 나쁜 동재》  HD (2024년 10월 14일 ~ 2024년 11월 12일)
- V 《주말 사용 설명서》 HD (2018년 9월 30일 ~ 2019년 1월 27일)
- V 《주로 둘이서 THE WAYS OF TASTING》 HD (2024년 11월 17일 ~ 2024년 12월 8일)
- V 《줄 서는 식당》 HD (2022년 1월 17일 ~ 2023년 1월 16일)
- V 《줄 서는 식당 2》  HD (2024년 2월 5일 ~ 2024년 5월 27일)
- DR 《즐거운 나의 집》  HD (2025년 ~ 방송예정)
- V 《재밌는 TV 롤러코스터》  (2009년 7월 18일 ~ 2011년 12월 25일)
- DR 《제3병원》  HD (2012년 9월 5일 ~ 2012년 11월 8일)
- SI 《젠틀맨리그》  HD (2015년 7월 30일 ~ 2016년 6월 2일)
- DR 《지리산》  HD (2021년 10월 23일 ~ 2021년 12월 12일)
- DR 《진심이 닿다》  HD (2019년 2월 6일 ~ 2019년 3월 28일)
- V 《진실 혹은 설정: 우아한 인생》  HD (2024년 4월 26일 ~ 2024년 5월 30일)
- SI 《진짜 공부비법》  HD (2015년 7월 9일 ~ 2015년 7월 23일)
- V 《진짜 괜찮은 사람》  HD (2025년 8월 3일 ~ 방송중)
- V 《집밥 백선생》  HD (2015년 5월 19일 ~ 2017년 11월 28일)
- V 《지락이의 뛰뛰빵빵》  HD (2024년 5월 24일 ~ 2024년 6월 21일)

## ㅊ
- I 《창조클럽 199》  HD (2014년 1월 29일 ~ 2014년 4월 23일)
- V 《천 개의 눈》  HD (2024년 8월 26일~ 2024년 9월 23일)
- DR 《첫, 사랑을 위하여》  HD (2025년 8월 4일 ~ 2025년 9월 9일)
- V 《청담동 111》  HD (2013년 11월 21일 ~ 2014년 1월 9일)
- DR 《청일전자 미쓰리》  HD (2019년 9월 25일  ~ 2019년 11월 14일)
- DR 《청춘기록》  HD (2020년 9월 7일 ~ 2020년 10월 27일)
- DR 《청춘월담》  HD (2023년 2월 6일 ~ 2023년 4월 11일)
- DR 《철인왕후》  HD (2020년 12월 12일 ~ 2021년 2월 14일)
- DR 《초인시대》  HD (2015년 4월 10일 ~ 2015년 5월 22일)
- V 《촉촉한 오빠들》  HD (2015년 5월 25일 ~ 2015년 6월 22일)
- V《출장 십오야》 HD (2021년 3월 12일 ~ 2021년 6월 4일)
- V《출장 십오야 2》 HD (2021년 12월 26일 ~ 2022년 3월 4일)
- V《출장 소통의 신 - 서진이네편》 HD (2023년 10월 12일 ~ 2023년 10월 19일)
- DR 《치즈인더트랩》  HD (2016년 1월 4일 ~ 2016년 3월 1일)
- V 《친절한 기사단》  HD (2018년 1월 24일 ~ 2018년 4월 18일)

## ㅋ
- DR 《카라의 이중생활》  HD (2011년 1월 28일 ~ 2011년 4월 23일)
- V 《커밍아웃》  (2008년 4월 14일 ~ 2008년 6월 30일)
- SI 《커버스토리》 HD (2019년 5월 9일 ~ 2019년 7월 25일)
- V 《커피프렌즈》  HD (2019년 1월 4일 ~ 2019년 3월 8일)
- DR 《컨피던스 맨 KR》  HD (2025년 8월 18일 ~ 2025년 9월 23일)
- V 《케이팝 어학당 - 노랫말싸미》  HD (2020년 2월 10일 ~ 2020년 3월 23일)
- V 《코리아 갓 탤런트》  HD (2011년 6월 4일 ~ 2012년 7월 27일)
- V 《코미디빅리그》  HD (2011년 9월 17일 ~ 2023년 9월 13일)
- V 《코미디빽리그》  HD (2014년 9월 25일 ~ 2014년 11월 5일)
- SI 《콜라보 토크쇼 빨간의자》 HD (2013년 11월 12일 ~ 2017년 7월 27일)
- V 《콩트 앤 더 시티》  HD (2015년 10월 30일 ~ 2016년 1월 15일)
- V 《콩 심은 데 콩 나고 팥 심은 데 팥 난다 (콩콩팥팥)》  HD (2023년 10월 13일 ~ 2023년 12월 8일)
- V 《콩 심은데 콩 나고 밥 먹으면 밥심 난다 (콩콩밥밥)》  HD (2025년 1월 2일 ~ 2025년 1월 23일)
- VI 《쿨까당》  HD (2012년 11월 1일 ~ 2020년 12월 23일)
- DR 《크리미널 마인드》  (2017년 7월 26일 ~ 2017년 9월 28일)
- DR 《크로스》  (2018년 1월 29일 ~ 2018년 3월 20일)
- V 《캐시백》  HD (2020년 4월 19일 ~ 2020년 4월 26일)
- DR 《킬힐》  (2022년 3월 9일 ~ 2022년 4월 21일)

## ㅌ
- DR 《태풍상사》  HD (2025년 10월 4일 ~ 2025년 11월 23일)
- V 《탄생! tvN》  (2006년 10월 9일)
- V 《토요일 톡리그》  HD (2012년 8월 25일 ~ 2012년 9월 15일)
- V 《토크몬》  HD (2018년 1월 15일 ~ 2018년 4월 2일)
- SI 《토론대첩-도장깨기》  HD (2018년 3월 6일 ~ 2018년 3월 27일)
- DR 《톱스타 유백이》  HD (2018년 11월 16일 ~ 2019년 1월 25일)
- V 《탑나는 크루즈》  HD (2018년 11월 24일 ~ 2019년 1월 5일)
- V 《텐트 밖은 유럽》  HD (2022년 8월 3일 ~ 2022년 9월 28일)
- V 《텐트 밖은 유럽 스페인 편》  HD (2023년 3월 2일 ~ 2023년 5월 4일)
- V 《텐트 밖은 유럽 노르웨이 편》  HD (2023년 5월 11일 ~ 2023년 7월 13일)
- V 《텐트 밖은 유럽 남프랑스 편》  HD (2024년 2월 18일 ~ 2024년 5월 5일)
- V 《텐트 밖은 유럽 로맨틱 이탈리아》  HD (2024년 10월 17일 ~ 2024년 12월 26일)

## ㅍ
- DR 《판도라:조작된 낙원》  HD (2023년 3월 11일 ~ 2023년 4월 30일)
- V 《팔도 방랑밴드》  HD (2013년 11월 28일 ~ 2014년 2월 6일)
- V 《퍼펙트 싱어 VS》 HD (2013년 8월 30일 ~ 2014년 2월 21일)
- V 《편의점을 털어라》  HD (2017년 3월 13일 ~ 2017년 5월 15일)
- V 《포커스 : Folk Us》  HD (2020년 11월 20일 ~ 2021년 1월 22일)
- DR 《폭군의 셰프》  HD (2025년 8월 23일 ~ 2025년 9월 28일)
- M 《폭스바겐 락 콘서트》  (2011년 4월 17일)
- DR 《푸른거탑》  HD (2013년 1월 23일 ~ 2013년 7월 10일)
- DR 《푸른거탑 리턴즈》  HD (2013년 11월 27일 ~ 2014년 2월 26일)
- DR 《푸른거탑 제로》  HD (2013년 9월 11일 ~ 2013년 11월 20일)
- V 《핑거게임》 HD (2020년 1월 26일 ~ 2020년 2월 13일)
- V 《풀 뜯어먹는 소리》 HD (2018년 6월 25일 ~ 2019년 6월 24일)
- DR 《풍선껌》  HD (2015년 10월 26일 ~ 2015년 12월 15일)
- DR 《프로보노》  HD (2025년 11월 29일 ~ 2026년 1월 4일)
- DR 《플레이 가이드》  HD (2013년 1월 26일 ~ 2013년 2월 22일)
- V 《플레이어》  HD (2019년 7월 14일 ~ 2020년 3월 21일)
- DR 《플레이어 2: 꾼들의 전쟁》  HD (2024년 6월 3일 ~ 2024년 7월 9일)
- DR 《피리부는 사나이》  HD (2016년 3월 7일 ~ 2016년 4월 26일)
- V 《핀란드 셋방살이》  HD (2024년 12월 6일  ~ 방송중)
- DR 《패밀리》  HD (2023년 4월 17일 ~ 2023년 5월 23일)

## ㅎ
- DR 《하늘에서 내리는 일억 개의 별》  HD (2018년 10월 3일 ~ 2018년 11월 22일)
- DR 《하백의 신부 2017》  HD (2017년 7월 3일 ~ 2017년 8월 22일)
- DR 《하이바이, 마마!》  HD (2020년 2월 22일 ~ 2020년 4월 19일)
- DR 《하이에나》  HD (2006년 10월 11일 ~ 2006년 11월 30일)
- DR 《하이클래스》  HD (2021년 9월 6일 ~ 2021년 11월 1일)
- V 《하정우 부라더스》 HD (2013년 10월 15일)
- DR 《하트 투 하트》  HD (2015년 1월 9일 ~ 2015년 3월 7일)
- V 《할매네 로봇》  HD (2015년 10월 21일 ~ 2015년 11월 25일)
- V 《할리우드에서 아침을》  HD (2019년 2월 3일 ~ 2019년 3월 10일)
- V 《현장 토크쇼 택시》 HD (2007년 9월 8일 ~ 2017년 11월 1일)
- V 《현장결제 친구가 쏜다》 HD (2013년 4월 14일 ~ 2013년 5월 12일)
- V 《현지에서 먹힐까?》  HD (2018년 3월 27일 ~ 2019년 7월 4일)
- V 《화성인 VS 화성인》  (2009년 10월 22일 ~ 2010년 9월 9일)
- V 《화성인 X파일》  HD (2010년 9월 15일 ~ 2013년 8월 1일)
- V 《화성인 바이러스》  HD (2009년 3월 31일 ~ 2013년 11월 26일)
- DR 《화양연화 - 삶이 꽃이 되는 순간》  HD (2020년 4월 25일 ~ 2020년 6월 14일)
- DR 《화유기》  HD (2017년 12월 23일 ~ 2018년 3월 4일)
- V 《환상 속의 그대》  HD (2013년 7월 3일 ~ 2013년 9월 5일)
- DR 《환상거탑》  HD (2013년 7월 17일 ~ 2013년 9월 4일)
- DR 《환혼》  HD (2022년 6월 18일 ~ 2022년 8월 28일)
- DR 《환혼 빛과 그림자》  HD (2022년 12월 10일 ~ 2023년 1월 8일)
- DR 《황금거탑》  HD (2014년 7월 23일 ~ 2014년 10월 1일)
- DR 《호구의 사랑》  HD (2015년 2월 9일 ~ 2015년 3월 31일)
- DR 《호텔 델루나》  HD (2019년 7월 13일 ~ 2019년 9월 1일)
- DR 《혼술남녀》  HD (2016년 9월 5일 ~ 2016년 10월 25일)
- DR 《홈타운》  HD (2021년 9월 22일 ~ 2021년 10월 28일)
- V 《홍진경의 영화로운 덕후생활》  HD (2021년 7월 23일 ~ 2023년 8월 4일)
- DR 《후아유》  HD (2013년 7월 29일 ~ 2013년 9월 17일)
- V 《행복난민》  HD (2017년 10월 8일 ~ 2017년 11월 12일)
- DR 《해피니스》  HD (2021년 11월 5일 ~ 2021년 12월 11일)
- V 《해치지 않아》  HD (2021년 9월 28일 ~ 2021년 12월 7일)
- V 《해치지 않아 X 스우파》  HD (2021년 1월 27일 ~ 2022년 2월 10일)
- V 《핸썸가이즈》  HD (2024년 12월 1일 ~ 방송중)
- V 《희망의 빛, 블루라이팅》  HD (2024년 1월 24일 ~ 2024년 1월 24일)

## 숫자 또는 영문
- V 《10살 차이》  HD (2017년 2월 15일 ~ 2017년 3월 8일)
- V 《100인의 선택》  HD (2013년 4월 22일)
- DR 《100일의 거짓말》 HD (2026년 ~ 예정)
- V 《100% 리얼세상 블랙박스》  HD (2012년 11월 9일 ~ 2012년 12월 25일)
- V 《2억9천 : 결혼전쟁》  HD (2023년 7월 2일 ~ 2023년 8월 27일)
- V 《20세기 소년 탐구생활》  HD (2017년 10월 5일 ~ 2017년 10월 7일)
- DR 《21세기 가족》  HD (2012년 3월 11일 ~ 2012년 4월 29일)
- M 《2HYORI SHOW》  HD (2013년 5월 22일)
- V 《300》 HD (2018년 8월 31일 ~ 2018년 9월 28일)
- V 《300 X2》 HD (2019년 5월 3일 ~ 2019년 6월 21일)
- DR 《60일, 지정생존자》  HD (2019년 7월 1일 ~ 2019년 8월 20일)
- V 《70억의 선택》 HD (2022년 4월 28일 ~ 방송중)
- V 《COME ON BABY》 HD (2014년 7월 14일 ~ 2014년 7월 28일)
- 《Ghosts Korea》HD (2024년)
- DR 《MANNY》  HD (2011년 4월 13일 ~ 2011년 6월 2일)
- DR 《Meet a Life Companion》  HD (2013년 5월 7일 ~ 5월 20일)
- V  《RUN》   (2020년 1월 2일 ~ 2020년 1월 23일)
- V  《Sectret T》   (2011년 4월 1일 ~ 2011년 4월 22일)
- V 《SNL 코리아》   HD (2011년 12월 3일 ~ 2017년 11월 18일)
- V 《SNL 코멘터리 - 이 맛이 SNL》  HD (2012년 8월 11일 ~ 2012년 9월 1일)
- DO 《tvN 스페셜》 HD (2011년 3월 18일 ~ 2012년 10월 28일)
- V 《tvN 최고의 1분》  HD (2013년 4월 12일 ~ 2013년 4월 26일)
- V 《tvN E news》  HD (2006년 10월 10일 ~ 2013년 12월 12일)
- V 《tvN Movie Party》  HD (2013년 1월 ~ 2013년 4월, 2013년 6월 ~ 2013년)
- V 《tvNGELS》  (2006년 10월 11일 ~ 2007년 9월 17일)
- V 《V-1》 HD (2019년 9월 13일 ~ 2019년 9월 15일)